# 4804 Pasteur
Pasteur (asteróide 4804) é um asteróide da cintura principal, a 2,3765336 UA. Possui uma excentricidade de 0,1169125 e um período orbital de 1 612,5 dias (4,42 anos).
Pasteur tem uma velocidade orbital média de 18,15610258 km/s e uma inclinação de 8,62549º.
Este asteróide foi descoberto em 2 de Dezembro de 1989 por Eric Elst.